# Jack White (musikproducent)
Jack White, född Horst Nußbaum, 2 september 1940 i Köln är en framgångsrik tysk musikproducent.
Jack White har skrivit sånger för artister som Roberto Blanco, Lena Valaitis och Tony Marshall. Han har vidare producerat Paul Anka, Tony Christie och David Hasselhoff. Tillsammans med Hasselhoff firade han i slutet av 1980-talet stora framgångar med bland annat "Looking for Freedom".
Jack White hade även en framgångsrik fotbollskarriär med spel i Viktoria Köln, FK Pirmasens, PSV Eindhoven och Tennis Borussia Berlin. 1967 släppte han en egen platta under namnet Jack White utan framgång. Han började istället komponera och producera och kom under 1970-talet att skriva omkring 1000 låtar. 1974 skrev han den officiella sången för det tyska fotbollslandslaget "Fußball ist unser Leben".